# Christanna Indijanci
Christanna Indijanci, skupin malenih Siouanskih plemena koje je guverner Virginije, Alexander Spotswood, ranih godina 18. stoljeća okupio kod utvrde Fort Christanna, na rijeci Meherrin kod Gholsonvillea, s namjerom da budu barijera između naseljenika i neprijateljskih plemena. Ova plemena bila su Meipontsky, Occaneechi, Saponi, Stegaraki i Tutelo, stanovali su unutar utvrde, a izgradili su i obližnje naselje.
Tvrđava je bila oid drvene konstrukcije izgrađena 1714 pod pokroviteljstvom guvernera i kompanije Virginia Indian Company. Uključivala je graničnu trgovačku postaju, a Englezi su vodili školu za obrazovanje i preobrazbu Indijanaca u kršćanstvo. Indijska tvrtka Virginia je raspuštena 1717. godine; financiranje garnizona prestalo je sljedeće godine. Do 1740. godine indijanske skupine više nisu živjele u tvrđavi, već su se odselile u druga područja u blizini.